# Nombre de Reech
Le nombre de Reech {\displaystyle (Re)} est un nombre sans dimension utilisé en mécanique des fluides. Il est utilisé pour caractériser le rapport entre les forces de pesanteur et les forces d'inertie. Ce nombre est notamment utilisé dans le domaine de l'architecture navale.
Ce nombre porte le nom de Frédéric Reech, mathématicien et physicien français.
On le définit de la manière suivante :
{\displaystyle Re={\frac {gL_{c}}{v^{2}}}}
avec :
- {\displaystyle g} - accélération de la pesanteur ;
- {\displaystyle L_{c}} - longueur caractéristique ;
- {\displaystyle v} - vitesse.

On peut l'exprimer comme une variante du nombre de Froude:
{\displaystyle Re={\frac {1}{Fr_{II}}}}.